# Lew Ossipowitsch Alburt
Lew Ossipowitsch Alburt (russisch Лев Осипович Альбурт; * 21. August 1945 in Tschkalow, Sowjetunion) ist ein Schachspieler (Sowjetunion, Vereinigte Staaten) und Autor.

## Leben
Lew Alburt wurde 1976 von der FIDE der Titel Internationaler Meister verliehen, 1977 dann der Großmeistertitel. Vor einem Europapokalspiel gegen die Solinger SG 1868 bat er bei der israelischen Botschaft in Bonn um politisches Asyl. 2004 erhielt er den Titel FIDE Senior Trainer. Alburt wird bei der FIDE als inaktiv geführt, da er seit dem im August 2013 in Rockville (Maryland) ausgetragenen Rasuwajew Memorial keine Elo-gewertete Partie mehr gespielt hat.
Lew Alburt ist auch Autor zahlreicher Schachbücher.

## Nationalmannschaft
Mit der Mannschaft der Vereinigten Staaten nahm Alburt an den Schacholympiaden 1980, 1982 und 1984 teil und erreichte mit der Mannschaft 1982 und 1984 den dritten Platz.

## Vereine
In den 1970er Jahren spielte Alburt für die Mannschaft von Burewestnik und gewann mit dieser die sowjetische Vereinsmeisterschaft 1976 und den European Club Cup 1976 und 1979.

## Turniererfolge
- Ukrainische Meisterschaft 1974: 1. Platz
- UdSSR-Meisterschaft 1974: 5. Platz
- Odessa 1976: 2. Platz
- Offene CSSR-Meisterschaft 1977 Děčín: 2.–4. Platz
- Bukarest 1978: 1. Platz
- US-Meisterschaft 1984: 1. Platz
- US-Meisterschaft 1985: 1. Platz
- US-Meisterschaft 1990: 1. Platz